# Deutsch-Tschechische und Deutsch-Slowakische Historikerkommission
Die Deutsch-Tschechoslowakische Historikerkommission wurde 1990 von den Außenministern Hans-Dietrich Genscher und Jiří Dienstbier ins Leben gerufen. Seit der Trennung der Tschechischen und der Slowakischen Republik 1993 gibt es eine Deutsch-Tschechische und eine Deutsch-Slowakische Historikerkommission, deren deutsche Sektionen personalidentisch sind. Beide Kommissionen arbeiten in der Regel zusammen.
Das Ziel der Historikerkommission ist es, die Geschichte von Deutschen, Tschechen und Slowaken zu erforschen. Im Zentrum der Arbeit steht dabei das 20. Jahrhundert. Die Kommission versucht, verbindende und trennende Erfahrungen von Deutschen, Tschechen und Slowaken in einem breiten historischen Kontext und in vergleichender Perspektive zu analysieren und zur Aufarbeitung insbesondere von strittigen Punkten im Verhältnis zwischen Deutschen und Tschechen bzw. Slowaken beizutragen.
Teil des Auftrages der Kommission ist es, als wissenschaftliches Gremium seine Themen, Fragestellungen und Zielsetzungen wie auch Arbeitsweise unabhängig von politischen Vorgaben zu entwickeln und voranzutreiben.
Eine Arbeitsgruppe innerhalb der Deutsch-Tschechischen und Deutsch-Slowakischen Historikerkommission befasste sich ab 2009 mit der Herausgabe einer kommentierten Quellensammlung zur Geschichte des 20. Jahrhunderts für den Unterricht an deutschen, tschechischen und slowakischen Schulen. Das Buch behandelt die zentralen Themen des Oberstufenunterrichts in allen drei Ländern. Dabei wird eine mitteleuropäische Perspektive gewählt, um den Blick für Gemeinsamkeiten und Unterschiede in der Geschichte der Deutschen, Tschechen und Slowaken im gesamteuropäischen Kontext zu schärfen. 2020 wurden die sogenannten Lehrmaterialien veröffentlicht.
Am 9. September 2010 veröffentlichte eine unabhängige Initiativgruppe, unterstützt von Historikern aus der Deutsch-Tschechischen und Deutsch-Slowakischen Historikerkommission, und von Historikern aus der Deutsch-Polnischen Schulbuchkommission, einen alternativen Entwurf für die geplante Dauerausstellung der „Stiftung Flucht, Vertreibung, Versöhnung“ (SFVV). Hintergrund des Vorstoßes war das langjährige Fehlen sowohl eines konkreten Konzeptes für die geplante Dauerausstellung als auch einer öffentlichen Debatte über die inhaltlichen Pläne der SFVV. Der Entwurf wurde zu einem ersten Impuls für eine wissenschaftliche Diskussion über die geplanten Ausstellungen der Stiftung.

## Deutsche Sektion
- Martina Winkler (Vorsitzende), Christian-Albrechts-Universität zu Kiel
- Martin Zückert (Vorsitzender), Collegium Carolinum, München
- Frank Hadler, Geisteswissenschaftliches Zentrum Geschichte und Kultur Ostmitteleuropas, Universität Leipzig
- Jana Piňosová, Sorbisches Institut, Bautzen
- Martin Schulze Wessel, Historisches Seminar der Ludwig-Maximilians-Universität München, Geschichte Ost- und Südosteuropas
- Sabine Stach, Geisteswissenschaftliches Zentrum Geschichte und Kultur Ostmitteleuropas, Leipzig

Wissenschaftliches Sekretariat:
- K. Erik Franzen, Collegium Carolinum, München

Ehemalige Mitglieder u. a.:
- Rudolf Vierhaus, Max-Planck-Institut für Geschichte, Göttingen (deutscher Gründungsvorsitzender 1990–1997)
- Hans Lemberg, Philipps-Universität Marburg, Vorsitzender
- Christoph Buchheim, Seminar für Wirtschafts- und Sozialgeschichte der Universität Mannheim
- Monika Glettler, Historisches Seminar der Albert-Ludwigs-Universität Freiburg
- Peter Heumos, Collegium Carolinum, München
- Dieter Langewiesche, Historisches Seminar der Eberhard Karls Universität Tübingen
- Hans Lemberg, Seminar für Osteuropäische Geschichte der Philipps-Universität Marburg
- Hans Mommsen, Institut für Neuere Geschichte II der Ruhr-Universität Bochum
- Ferdinand Seibt, Lehrstuhl für die Geschichte des späteren Mittelalters an der Ruhr-Universität Bochum
- Michaela Marek, Institut für Kunst- und Bildgeschichte, HU Berlin
- Christoph Cornelißen, Historisches Seminar der Johann Wolfgang Goethe-Universität Frankfurt am Main
- Christoph Boyer, früher Universität Salzburg
- Detlef Brandes, früher am Institut für Kultur und Geschichte der Deutschen im östlichen Europa der Heinrich-Heine-Universität Düsseldorf
- Dieter Gosewinkel, Wissenschaftszentrum Berlin für Sozialforschung
- Claudia Kraft, Institut für Zeitgeschichte, Universität Wien
- Tatjana Tönsmeyer, Bergische Universität Wuppertal, Kulturwissenschaftles Institut Essen

## Tschechische Sektion
- Miloš Řezník (Vorsitzender), Geschäftsführenden Direktor des Instituts für Europäische Studien und Geschichtswissenschaften
- Zdeněk Beneš, Institut für böhmische Geschichte der Karls-Universität Prag
- Lukáš Fasora, Institut für Geschichte, Philosophische Fakultät, Masaryk-Universität, Brno
- Anna Habánová, Lehrstuhl für Geschichte, Fakultät für Naturwissenschaften, Geisteswissenschaften und Pädagogik, Technische Universität Liberec
- Kristina Kaiserová, Philosophische Fakultät der Jan-Evangelista-Purkyně-Universität Ústí nad Labem
- Tomáš Knoz, Institut für Geschichte, Philosophische Fakultät, Masaryk-Universität, Brno
- Václav Petrbok, Institut für Tschechische Literatur der Akademie der Wissenschaften der Tschechischen Republik

Wissenschaftliches Sekretariat:
- Martin Klement, Masaryk Institut und Archiv der Tschechischen Akademie der Wissenschaften, Prag

Administratives Sekretariat:
- Ondřej Kukan, Institut für internationale Studien, Fakultät für Sozialwissenschaften der Karls-Universität in Prag

Ehemalige Mitglieder u. a.:
- Miroslav Kunštát, Institut für Internationale Studien der Karls-Universität Prag
- Jan Křen, Institut für Internationale Studien der Karls-Universität Prag
- Alena Míšková, Pädagogische Fakultät der Karls-Universität Prag
- Petra Köpplová, Institut für Internationale Studien der Karls-Universität Prag
- Jiří Malíř, Historisches Institut der Masaryk-Universität Brünn
- Roman Prahl, Institut für Kunstgeschichte der Karls-Universität Prag
- Jiří Pešek, Fakultät für Geisteswissenschaften, Karls-Universität Prag

## Slowakische Sektion
- Martin Pekár (Vorsitzender), Philosophische Fakultät der Pavol Jozef Šafárik-Universität Košice
- Roman Holec, Comenius-Universität Bratislava
- Adam Hudek, Historisches Institut der Slowakischen Akademie der Wissenschaften, Bratislava
- Jana Laslavíková, Historisches Institut der Slowakischen Akademie der Wissenschaften, Bratislava
- Eduard Nižňanský, Comenius-Universität Bratislava
- Michal Schvarc, Slowakische Akademie der Wissenschaften, Bratislava
- Miloslav Szabó, Comenius-Universität Bratislava

Ehemalige Mitglieder u. a.:
- Dušan Kováč, Slowakische Akademie der Wissenschaften, Bratislava
- Edita Ivaničková, Historisches Institut der Slowakischen Akademie der Wissenschaften, Bratislava
- Martina Fiamová, Historisches Institut der Slowakischen Akademie der Wissenschaften, Bratislava (zgl. Wissenschaftliches Sekretariat)